# Belvédère (Alpes-Maritimes)
Pour les articles homonymes, voir Belvédère.
Belvédère est une commune française située dans le département des Alpes-Maritimes, en région Provence-Alpes-Côte d'Azur. Ses habitants sont appelés les Belvédérois.
Jusqu'en 1860, le nom officiel était en italien : Belvedere.

## Géographie

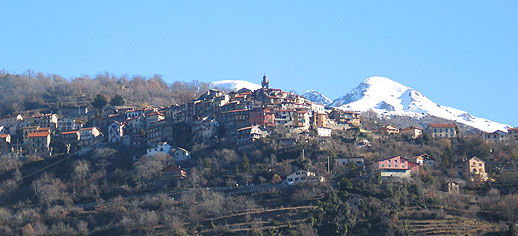
Le village de Belvédère, vu de loin.

### Localisation
Belvédère domine la rive gauche de la Vésubie, le confluent avec la  Gordolasque et le village de Roquebillière-le-Vieux. Il surplombe également le nouveau village de Roquebillière situé sur la rive droite de la Vésubie.
| Saint-Martin-Vésubie | Entracque ( Italie) | Tende  |
| Saint-Martin-Vésubie | Belvédère           | Tende  |
| Roquebillière        | La Bollène-Vésubie  | Saorge |

### Géologie et relief
Belvédère est un village perché du Haut Pays niçois, dans la vallée de la Vésubie, au carrefour de la Gordolasque, aux portes du Mercantour et de la Vallée des Merveilles.

### Hydrographie et eaux souterraines
Cours d'eau et plan d'eau sur la commune ou à son aval :
- rivière la Vésubie ;
- vallons d'espaillart, des graus ;
- ruisseau de fromagine ;
- la rivière Gordolasque ;
- Lac Autier, Haute Gordolasque[2] ;
- Lac de la Fous.

Belvédère dispose de deux stations d'épuration :
- Station de Belvédère Brocart, d'une capacité de 500 équivalent-habitants[3] ;
- Station de Belvédère Zibac, d'une capacité de 700 équivalent-habitants[4].

### Climat
Pour des articles plus généraux, voir Climat de Provence-Alpes-Côte d'Azur et Climat des Alpes-Maritimes.
En 2010, le climat de la commune est de type climat des marges montargnardes, selon une étude du Centre national de la recherche scientifique s'appuyant sur une série de données couvrant la période 1971-2000. En 2020, Météo-France publie une typologie des climats de la France métropolitaine dans laquelle la commune est exposée à un climat de montagne ou de marges de montagne et est dans la région climatique Var, Alpes-Maritimes, caractérisée par une pluviométrie abondante en automne et en hiver (250 à 300 mm en automne), un très bon ensoleillement en été (fraction d’insolation > 75 %), un hiver doux (8 °C) et peu de brouillards.
Pour la période 1971-2000, la température annuelle moyenne est de 11,2 °C, avec une amplitude thermique annuelle de 16,3 °C. Le cumul annuel moyen de précipitations est de 1 018 mm, avec 6,3 jours de précipitations en janvier et 6,1 jours en juillet. Pour la période 1991-2020, la température moyenne annuelle observée sur la station météorologique de Météo-France la plus proche, « Lantosque_sapc », sur la commune de Lantosque à 5 km à vol d'oiseau, est de 13,9 °C et le cumul annuel moyen de précipitations est de 959,3 mm. 
La température maximale relevée sur cette station est de 40,1 °C, atteinte le 3 août 2017 ; la température minimale est de −9 °C, atteinte le 6 février 2012,,.
Les paramètres climatiques de la commune ont été estimés pour le milieu du siècle (2041-2070) selon différents scénarios d'émission de gaz à effet de serre à partir des nouvelles projections climatiques de référence DRIAS-2020. Ils sont consultables sur un site dédié publié par Météo-France en novembre 2022.

## Urbanisme
La commune est intégrée dans le plan local d'urbanisme métropolitain approuvé le 25 octobre 2019.

### Typologie
Au 1er janvier 2024, Belvédère est catégorisée bourg rural, selon la nouvelle grille communale de densité à 7 niveaux définie par l'Insee en 2022.
Elle appartient à l'unité urbaine de Roquebillière, une agglomération intra-départementale dont elle est une commune de la banlieue,. Par ailleurs la commune fait partie de l'aire d'attraction de Nice, dont elle est une commune de la couronne,. Cette aire, qui regroupe 100 communes, est catégorisée dans les aires de 200 000 à moins de 700 000 habitants,.

### Occupation des sols
Le tableau ci-dessous présente l'occupation des sols de la commune en 2018, telle qu'elle ressort de la base de données européenne d’occupation biophysique des sols Corine Land Cover (CLC).
| Type d’occupation                                                                   | Pourcentage | Superficie (en hectares) |
| ----------------------------------------------------------------------------------- | ----------- | ------------------------ |
| Prairies et autres surfaces toujours en herbe                                       | 1,7 %       | 131                      |
| Systèmes culturaux et parcellaires complexes                                        | 0,8 %       | 57                       |
| Surfaces essentiellement agricoles interrompues par des espaces naturels importants | 0,3 %       | 22                       |
| Forêts de feuillus                                                                  | 5,5 %       | 416                      |
| Forêts de conifères                                                                 | 27,4 %      | 2 074                    |
| Forêts mélangées                                                                    | 3,9 %       | 293                      |
| Pelouses et pâturages naturels                                                      | 32,6 %      | 2 468                    |
| Végétation sclérphylle                                                              | 1,8 %       | 140                      |
| Forêt et végétation arbustive en mutation                                           | 3,9 %       | 294                      |
| Roches nues                                                                         | 18,5 %      | 1 401                    |
| Végétation clairsemée                                                               | 3,5 %       | 265                      |
| Source : Corine Land Cover                                                          |             |                          |

L'occupation des sols met en évidence la nette prédominance de la forêt et des milieux semi-naturels sur les territoires agricoles. La forêt, qui occupe 36,8 % de la surface communale, est constituée majoritairement de conifères.

### Voies de communications et transports

#### Voies routières
- Route Départementale 71 depuis Roquebillière, située à 4 km[19].

#### Transports
Transport en Provence-Alpes-Côte d'Azur
- Transports en commun par autocar[20].
- Transports en taxi.

### Risques naturels et technologiques

#### Catastrophes naturelles - Sismicité
Le 2 octobre 2020, de nombreux villages des diverses vallées des Alpes-Maritimes (Breil-sur-Roya, Fontan, Roquebillière, St-Martin-Vésubie, Tende...) sont fortement impactés par un « épisode méditerranéen » de grande ampleur. Certains hameaux sont restés inaccessibles jusqu'à plus d'une semaine après la catastrophe et l'électricité n'a été rétablie que vers le 20 octobre. L'arrêté du 7 octobre 2020 portant reconnaissance de l'état de catastrophe naturelle a identifié 55 communes, dont Belvédère, au titre des « Inondations et coulées de boue du 2 au 3 octobre 2020 ».
Commune située dans une zone de sismicité moyenne.

## Toponymie
Le village est connu dès le XIIe siècle sous le nom de Belvédèr, puis Belveser vers 1210, Bellovider dans une enquête de 1252, devenu Villa de Bellovidère en 1388 au moment de la Dédition de Nice à la Savoie avant de se fixer sous son nom actuel de Belvédère.
Barver en patois local. Signification ? Origine ?

## Histoire
Belvédère, comme la plupart des villages de la vallée, et en particulier Roquebillière au fond de la vallée de la Vésubie, est durement touché par un tremblement de terre en 1564. Suivent les tremblements de terre de 1566, faisant 80 morts, du 20 juillet 1564, détruisant la moitié des habitations, et du 15 janvier 1644.
La maladie frappe aussi, la peste en 1629 et le choléra à  Belvédère et à Roquebillière en février 1764. En 1751, un incendie ravage une grande partie du village.
À la suite de pluies violentes durant près d'un mois et demi, le 24 novembre 1926, un immense glissement des terrains détrempés de Belvédère vers Roquebillière en contrebas, fait 15 morts et détruit un tiers de ce dernier village.
En 1947, le territoire communal retrouve ses limites primitives qu'il avait perdues en 1860, par le traité de Turin, au bénéfice de l'Italie. En effet entre 1860 et 1947, la frontière italienne descendait dans la vallée de la Gordolasque sous le hameau de Saint-Grat. À la suite du traité de Turin, la frontière est replacée sur la crête alpine constituant la ligne de séparation des eaux entre le Piémont devenu italien et l'ancien Comté de Nice devenu français.

## Politique et administration

### Liste des maires
| Période                                  | Identité           | Parti | Qualité                                                   |
| ---------------------------------------- | ------------------ | ----- | --------------------------------------------------------- |
| Les données manquantes sont à compléter. |                    |       |                                                           |
| 1912                                     | Constant Castellan | -     | -                                                         |
| 1919                                     | François Pavy      | -     | -                                                         |
| 1932                                     | Félix Robini       | -     | -                                                         |
| 1944                                     | Joseph Giuge       | -     | Président de la délégation spéciale                       |
| 1945                                     | Denis Lambert      | -     | -                                                         |
| 1947                                     | Joseph Baldoni     | -     | -                                                         |
| 1960                                     | Arthur Guigonis    | -     | -                                                         |
| mars 1965 - mars 2001                    | Romain Maurel      | PCF   | Conseiller général du canton de Roquebillière (1965-1973) |
| mars 2001 - mars 2008                    | Pierre Rainard     | DVG   |                                                           |
| mars 2008 - en cours                     | Paul Burro         | DVD   | Chef d'Entreprise                                         |

### Budget et fiscalité 2019
En 2019, le budget de la commune était constitué ainsi :
- total des produits de fonctionnement : 665 000 €, soit 971 € par habitant ;
- total des charges de fonctionnement : 622 000 €, soit 908 € par habitant ;
- total des ressources d'investissement : 119 000 €, soit 174 € par habitant ;
- total des emplois d'investissement : 222 000 €, soit 325 € par habitant ;
- endettement : 290 000 €, soit 423 € par habitant.

Avec les taux de fiscalité suivants :
- taxe d'habitation : 8,86 % ;
- taxe foncière sur les propriétés bâties : 8,23 % ;
- taxe foncière sur les propriétés non bâties : 24,64 % ;
- taxe additionnelle à la taxe foncière sur les propriétés non bâties : 0,00 % ;
- cotisation foncière des entreprises : 0,00 %.

Chiffres clés Revenus et pauvreté des ménages en 2017 : médiane en 2017 du revenu disponible, par unité de consommation : 18 970 €.

### Intercommunalité
Commune membre de la Métropole Nice Côte d'Azur.

## Population et société

### Démographie

#### Évolution démographique
L'évolution du nombre d'habitants est connue à travers les recensements de la population effectués dans la commune depuis 1793. Pour les communes de moins de 10 000 habitants, une enquête de recensement portant sur toute la population est réalisée tous les cinq ans, les populations de référence des années intermédiaires étant quant à elles estimées par interpolation ou extrapolation. Pour la commune, le premier recensement exhaustif entrant dans le cadre du nouveau dispositif a été réalisé en 2006.

En 2022, la commune comptait 595 habitants, en évolution de −11,72 % par rapport à 2016 (Alpes-Maritimes : +2,85 %, France hors Mayotte : +2,11 %).
| 1793 | 1800 | 1806 | 1822  | 1838  | 1848  | 1858  | 1861  | 1866  |
| ---- | ---- | ---- | ----- | ----- | ----- | ----- | ----- | ----- |
| 520  | 830  | 909  | 1 049 | 1 256 | 1 331 | 1 257 | 1 280 | 1 348 |

| 1872  | 1876  | 1881  | 1886  | 1891  | 1896  | 1901  | 1906  | 1911  |
| ----- | ----- | ----- | ----- | ----- | ----- | ----- | ----- | ----- |
| 1 210 | 1 198 | 1 226 | 1 246 | 1 226 | 1 183 | 1 148 | 1 162 | 1 126 |

| 1921  | 1926  | 1931 | 1936 | 1946 | 1954 | 1962 | 1968 | 1975 |
| ----- | ----- | ---- | ---- | ---- | ---- | ---- | ---- | ---- |
| 1 014 | 1 036 | 954  | 951  | 766  | 643  | 631  | 501  | 430  |

| 1982 | 1990 | 1999 | 2006 | 2011 | 2016 | 2021 | 2022 | - |
| ---- | ---- | ---- | ---- | ---- | ---- | ---- | ---- | - |
| 536  | 519  | 495  | 683  | 640  | 674  | 627  | 595  | - |

### Enseignement
Établissements d'enseignements :
- Écoles maternelle et primaire[33],
- Collèges à Roquebillière, Breil-sur-Roya, Sospel,
- Lycée de Valdeblore.

### Santé
Professionnels et établissements de santé :
- Médecins à Roquebillière, Lantosque, Saint-Martin-Vésubie,
- Pharmacie à Roquebillière, Lantosque,
- Hôpitaux à Roquebillière, Saint-Martin-Vésubie.

### Cultes
- Culte catholique, Paroisse de la Vésubie[35], Diocèse de Nice.

## Économie

### Entreprises et commerces

#### Agriculture
- Élevage bovin et ovin[36].
- Laiterie coopérative[37],[38].

#### Tourisme
- Office de tourisme Belvédère, la Gordolasque.
- Restaurants[39],
- Gîtes[40],
- Randonnées dans le Parc national du Mercantour[41].

#### Commerces et artisanat
- Commerces et services de proximité : alimentation, boucherie, boulangerie[42].
- Les biscuits du Mercantour[43].
- Atelier de poterie.

## Culture locale et patrimoine

### Lieux et monuments
- Patrimoine religieux :
  - L'église baroque de Saint-Pierre et Saint-Paul (XVIIe siècle)[44] : consacrée le 1er août 1728, autel et retable du XVIIIe siècle classés, et sa nouvelle horloge de 1999. La première scène (en noir et blanc) du Gendarme de Saint-Tropez a été tournée dans l'église.
  - Chapelles[45] :
  - Chapelle du Planet[46].
  - Chapelle St-Blaise[47].
  - Chapelle du hameau de St-Grat[48].
  - Chapelle Saint Antoine[49].
  - Chapelle Saint Jean[50].
  - Chapelle Saint Roch[51].
  - Oratoires.
  - Monument aux morts[52].
- Ouvrages militaires :
  - Ruines du château[53].
  - Ouvrage de la Baisse-de-Saint-Véran, petit ouvrage d'infanterie inachevé en 1940.
  - Blockhaus dit ouvrage d'avant-poste du Col de Raus[54].
  - Blockhaus dit ouvrage d'avant-poste du Planet[55].
- Patrimoine civil[56] :
  - Maison du Chevalier.
  - Fontaine.
- Patrimoine naturel :
  - Site Natura 2000, Directive habitats, à Spéléomantes[57].

### Cinéma
- En 1964, le temps d'une journée de tournage du film Le Gendarme de Saint-Tropez, une maison de la place des tilleuls devint la gendarmerie du maréchal des logis Cruchot, avant qu'il ne soit monté en grade et muté à Saint-Tropez[58].
- Cette même année, Belle et Sébastien habitèrent également le village pour le tournage de la première saison de cette série.

### Personnalités liées à la commune
- Joseph-François-Félix Raynardi de Saint-Marguerite, comte de Belvédère : baron d'Empire né à Nice, le 9 mai 1758, décédé le 24 décembre 1832 dans sa maison de son domaine de Saint-Antoine de Siga près de Levens où il est enterré.
- Dick Rivers : alias Hervé Forneri, fondateur du groupe « Les Chats Sauvages ». Ses parents étaient originaires de Belvédère.

### Héraldique
| Blason de Belvédère | Blason  | D'argent aux trois arbres au naturel en fasce, au chef d'azur chargé d'un renard au naturel. |
| Blason de Belvédère | Détails | Le statut officiel du blason reste à déterminer.                                             |